# Cane fortunato
Cane fortunato (The Lucky Dog) è un film del 1921 diretto da Jess Robbins. Il cortometraggio, con protagonista Stan Laurel, rappresenta la prima apparizione di quest'ultimo insieme a Oliver Hardy con cui alcuni anni dopo formò il duo Stanlio e Ollio. Prodotto dalla Sun-Lite Pictures e girato probabilmente tra la fine del 1920 e l'inizio del 1921, il film fu distribuito negli Stati Uniti dalla Reelcraft Pictures il 10 ottobre 1921.

## Trama

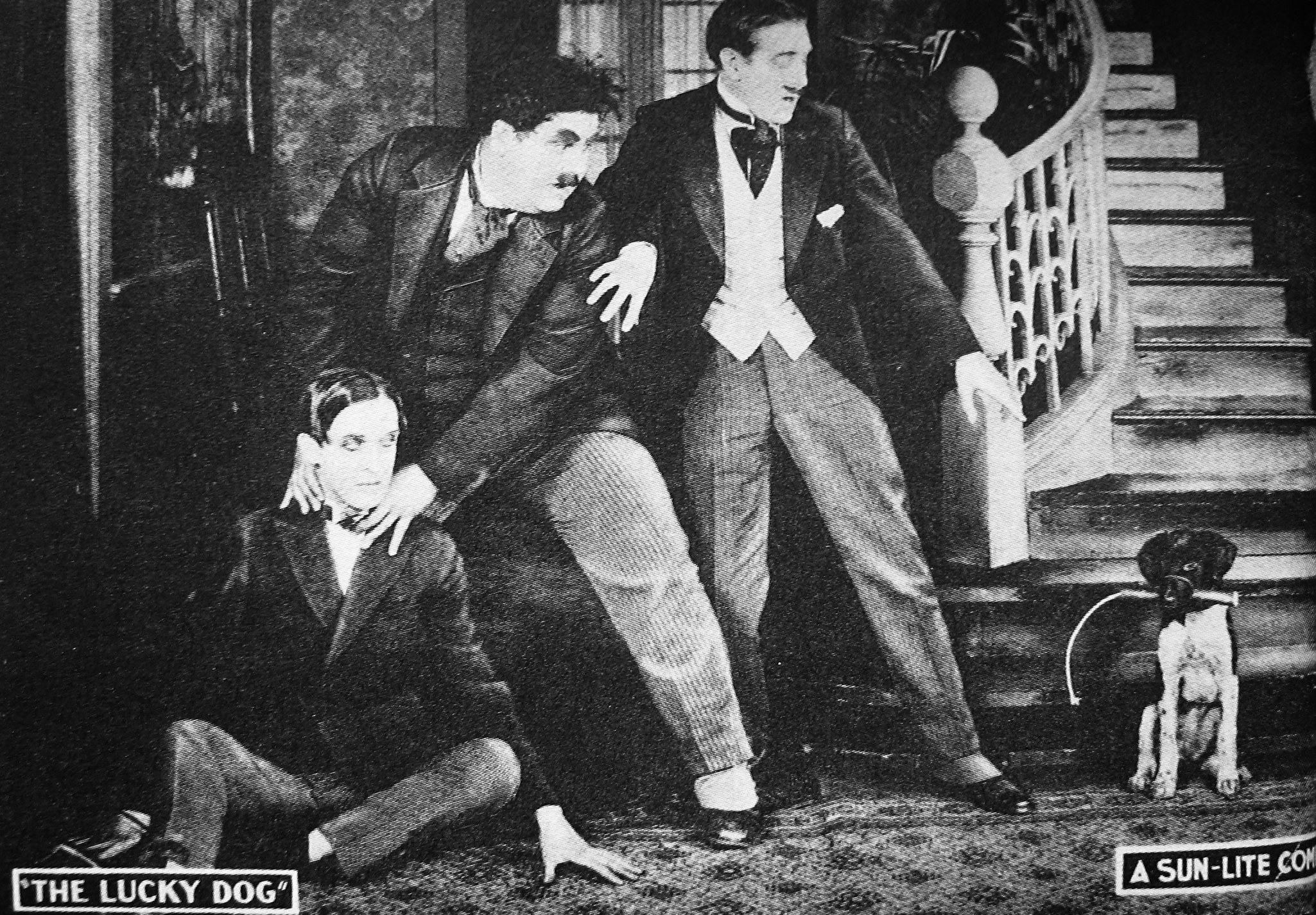
Laurel, Hardy e Lloyd in una fotobusta

Uno sfortunato giovanotto, dopo essere stato buttato in strada per non aver pagato l'affitto, fa amicizia con un cane randagio. Il cane e il giovane poi si imbattono in un bandito che sta trattenendo qualcuno. Il bandito, che mette accidentalmente i soldi della vittima nella tasca posteriore del giovane, decide di derubare anche quest'ultimo. Il ladro ruba quindi i soldi che aveva già rubato, sconcertando il giovanotto che pensava di essere al verde.
Il giovane e il cane scappano e il cane fa amicizia con un barboncino. La padrona del barboncino persuade il giovane a iscrivere il suo cane alla mostra canina locale. Quando il suo ingresso viene rifiutato, il giovane si insinua comunque, ma viene rapidamente espulso e seguito da tutti i cani della mostra. Il giovane vede la proprietaria del barboncino fuori che cerca il suo cane, e le offre il suo cane come risarcimento. Lei accetta e a sua volta gli offre un passaggio a casa sua. Questa scena viene vista dal suo fidanzato geloso; quest'ultimo si imbatte nel bandito, e insieme i due tramano la loro vendetta sul giovane.
A casa della ragazza, il giovane viene presentato al fidanzato e al bandito, in incognito come il Conte de Chease della Svizzera. Il fidanzato chiede la mano alla ragazza e viene rifiutato, mentre il bandito tenta di sparare al giovane ma si ritrova con la pistola inceppata. Il fidanzato chiede al bandito di andare a prendere la ragazza al piano superiore della casa mentre lui cerca di far esplodere il giovane con un candelotto di dinamite che il ladro gli aveva consegnato. La situazione viene risolta dal cane, che insegue il bandito e il fidanzato in giardino con la dinamite e li fa saltare in aria.

## Distribuzione

### Edizione italiana
Mai distribuito nei cinema italiani, il corto fu trasmesso su Rai 1 il 12 gennaio 1974 nel programma Oggi le comiche. Il 12 novembre 1985 fu trasmessa sulla stessa rete, nel programma Risate con Stanlio e Ollio, una versione accompagnata da musiche di Piero Montanari e traduzione delle didascalie da parte di doppiatori (tra cui Enzo Garinei e Giorgio Ariani per i personaggi di Laurel e Hardy), col titolo Un cane fortunato. Questa versione tuttavia è ridotta a 17 minuti di durata rispetto ai 24 originali, rifacendosi a un negativo inglese tagliato.